# Антиподална тачка
У математици, антиподална тачка тачке на површини сфере је тачка која је дијаметрално супротну њој — тако распоређена да се линија пружа од једног до другог пролаза кроз центар сфере и формира прави пречник.
Овај термин примењује се на супротним тачкама на кружници или било које хиперсфере.
Антиподална тачка се понекад назива антиподом, повратном формацијом грчке позајмљенице antipodes, која првобитно значи „насупрот стопама”.

## Антиподални пар тачака на конвексном многоуглу
Антиподални пар конвексног многоугла је пар од 2 тачке који признаје 2 бесконачне паралелне линије које су тангенте на обе тачке, укључене у антиподал без преласка било које друге линије конвексног многоугла.